# Bengt Nyström (museiman)
Bengt Georg Tage Nyström, född den 3 oktober 1937 i Stockholm, är en svensk konstvetare och museiman.
Bengt Nyström, som blev filosofie kandidat 1964, lade 1971 fram en doktorsavhandling i konstvetenskap vid Stockholms universitet, Konsten till industrin! : två formgivare från sekelskiftet – Alf Wallander och Gunnar G:son Wennerberg : en studie i svensk Art Nouveau 1895–1909.
Nyström har varit verksam vid Nordiska museet 1964–1979, förste antikvarie och biträdande länsmuseichef vid Södermanlands museum 1980–1981, stadsantikvarie och chef vid Norrköpings stadsmuseum 1981–1983 samt museichef för Tekniska museet 1983–1986. Nyströms tid vid Tekniska museet präglades av förnyelse i tematiserade basutställningar som Kemi, Teknik i skogsnäringen, Det tryckta ordet och Verkstadstekniken i Sverige. Därefter har han varit avdelningschef, biträdande styresman 1989–1995 och tillförordnad styresman 1995–1997 vid Nordiska museet.
Nyström har skrivit och medverkat i litteratur om svensk keramikhistoria, bland annat om Rörstrand i Stockholm.